# Xia Bu Jiang
Xia Bu Jiang è il nome completo di Bu Jiang (不降T, Bù JiàngP, trascritto anche Jiang o Jiang Cheng), undicesimo sovrano della dinastia Xia
È figlio di Xie, padre di Kong Jia e fratello maggiore di Jiong.
Secondo gli annali di bambù, Bu Jiang è stato al trono per 59 anni. Nel sesto anno del suo regno mandò una spedizione punitiva contro Jiu Yuan.